# دومينيك راندل
دومينيك جايلين أبرينا راندل (بالإنجليزية: Dominique Jaylin Abrena Randle؛ مواليد 10 ديسمبر 1994)، والمعروفة في الولايات المتحدة باسم دومينيك جايلين هاريس (اسم الولادة: راندل
)، هي لاعبة كرة قدم تلعب في مركز قلب الدفاع في نادي الأمل السعودي للسيدات. ولدت في الولايات المتحدة، وهي تمثل الفلبين على المستوى الدولي.

## نشأتها
وُلِد راندل في 10 ديسمبر 1994 لأم فلبينية، كاثرين «كاثي» (اسم الولادة أبرينا)، وأب أمريكي من أصل أفريقي، آيفوري راندل الثالث، في سياتل، واشنطن، الولايات المتحدة. لديها ثلاثة أشقاء: آيفوري الرابع، وبريتاني، وكيلاني. مواطنة من ساماميش، واشنطن، درست في مدرسة سكاي لاين الثانوية بالمدينة ولعبت لفريق كرة القدم النسائي بالمدرسة. كما لعبت بالصدفة لصالح برنامج التطوير الأوليمبي الأمريكي ونادي إيست سايد إف سي المحلي في واشنطن.

## مسيرتها الجامعية
في عام 2012، بدأت راندل في الالتحاق بجامعة جنوب كاليفورنيا وأصبحت جزءًا من فريق كرة القدم يو إس سي تروجنز. ومع ذلك، لم تلعب في عامها الأول مع يو إس سي بسبب عدم حصولها على القميص الأحمر [الإنجليزية]. كما لم تلعب في عامي 2013 و2016 بسبب إصابة.

## مسيرتها الكروية
في مارس 2022، تمت دعوتها لتجربة فريق أنجيل سيتي التابع للدوري الوطني لكرة القدم للسيدات قبل بداية موسم 2022. في فبراير 2023، انضمت إلى ثور/كا في دوري النخبة للسيدات آيسلندي.

## مسيرتها الدولية
راندل مؤهل للعب مع الفلبين. ستظهر لأول مرة مع الفلبين في فوزها 1–0 على تايلاند في كأس آسيا للسيدات 2022.

## حياته الشخصية
راندل متزوج من لاعب اتحاد كرة القدم الأميركي السابق داجون هاريس.

## الإحصائيات

### الأهداف الدولية
تظهر قائمة الأهداف والنتائج للفلبين أولاً.
| # | التاريخ      | المكان                                   | الخصم | الهدف | النتيجة | المسابقة |
| - | ------------ | ---------------------------------------- | ----- | ----- | ------- | -------- |
| 1 | 7 أبريل 2022 | ملعب واندررز لكرة القدم، سيدني، أستراليا | فيجي  | 3–0   | 7–2     | ودية     |

## الإنجازات
يو إس سي تروجنز
- بطولة كرة القدم النسائية للقسم الأول من الرابطة الوطنية لرياضة الجامعات : 2016

الفلبين
- دورة ألعاب جنوب شرق آسيا المركز الثالث: 2021
- بطولة آسيان للسيدات: 2022

## الملاحظات
1. ↑  هذا هو اسمها الكامل بجنسيتها الفلبينية. واسمها الكامل بجنسيتها الأمريكية بعد الزواج هو دومينيك جايلين هاريس.[2]

## وصلات خارجية
لم يتم العثور على روابط لمواقع التواصل الاجتماعي.

- دومينيك راندل على موقع قاعدة بيانات كرة القدم.إي يو (الإنجليزية)